# Куп СФР Југославије у рагбију 1977.
Куп СФР Југославије у рагбију 1977. је било 18. издање купа комунистичке Југославије у рагбију. Играло се по правилима рагбија 15.
Трофеј је освојио Динамо.
Финале
| Рагби клуб Динамо Панчево | 17 – 9 | Рагби клуб Партизан |
| ------------------------- | ------ | ------------------- |
|                           |        |                     |

| Освајач купа Југославије у рагбију 1977. |
| ---------------------------------------- |
| Рагби клуб Динамо Панчево 3. трофеј      |